# Post voor mevrouw Bromley
Post voor mevrouw Bromley is een oorlogsroman uit 2011 van de Vlaamse auteur Stefan Brijs.  
Het boek gaat over de Eerste Wereldoorlog (1914-1918), toen nog de Grote Oorlog genoemd.  De hoofdfiguur en verteller van het verhaal, John Patterson, is een jongeman in de Londense wijk Hoxton, die niet naar de oorlog wil, in tegenstelling tot zijn jongere vriend, Martin Bromley, die vol enthousiasme vertrekt.  
Brijs beschrijft hoe iedereen de waarheid over de oorlog verdraait, leugentjes om bestwil, oorlogspropaganda, het verzwijgen van feiten.  
Het boek bestaat uit twee delen, getiteld "het Thuisfront" en "het Westfront".
Het eerste deel speelt zich af in Londen (1914-1915).  Het land kent geen dienstplicht maar de patriottische druk om zich als vrijwilliger te melden wordt steeds groter.  John verzet zich tegen die druk met de gedachte dat de mensen als lemmingen zijn, die zich collectief de dood laten injagen.  Maar zelfs Martins zus Mary, op wie hij verliefd is, noemt hem een lafaard.  Johns vader is postbode in Hoxton; hij verdeelt de post van de soldaten aan het front; daarbij wordt hij ook meer en meer de brenger van slecht nieuws. Van Martin is er een kaartje uit Poperinge en dan niets meer.  Johns vader heeft brieven achtergehouden. 
In het tweede deel is de antiheld toch aan het Westfront in de buurt van Arras. John wordt vaak belast met de post van en naar het thuisfront, die door zijn chef gecensureerd moet worden.  Verschillende van zijn strijdmakkers sneuvelen. Geleidelijk aan raakt ook de hoofdfiguur verstrikt in zijn leugens. De vraag die zich steeds meer opdringt is wanneer John eindelijk aan mevrouw Bromley gaat laten weten dat haar zoon dood is.  Hij krijgt permissie om naar Poperinge te gaan en verneemt daar dat zijn vriend geëxecuteerd is wegens desertie. 